# Československo na Letních olympijských hrách 1948
Československo na Letních olympijských hrách 1948 v Londýně reprezentovalo 87 sportovců, z toho 14 žen. Nejmladším účastníkem byl boxer František Majdloch (18 let, 298 dní), nejstarším pak gymnasta Vratislav Petráček (38 let, 172 dní). Reprezentanti vybojovali 11 medailí, z toho 6 zlatých, 2 stříbrné a 3 bronzové.

## Československé medaile
| Medaile | Jméno | Sport                | Disciplína                  |
| ------- | --- | -------------------- | --------------------------- |
| Zlato   | Emil Zátopek | Atletika             | Muži běh na 10000 metrů     |
| Zlato   | Július Torma | Box                  | Lehká střední váha do 67 kg |
| Zlato   | Josef Holeček | Kanoistika           | C1 1 000m                   |
| Zlato   | František Čapek | Kanoistika           | C1 10 000m                  |
| Zlato   | Jan Brzák Bohumil Kudrna | Kanoistika           | C2 1 000m                   |
| Zlato   | Zdeňka Honsová Miloslava Misáková Věra Růžičková Božena Srncová Milena Müllerová Zdeňka Veřmiřovská Olga Šilhánová Marie Kovářová Eliška Misáková (in memoriam) | Sportovní gymnastika | závod družstev              |
| Stříbro | Emil Zátopek | Atletika             | Muži běh na 5000 metrů      |
| Stříbro | Václav Havel Jiří Pecka | Kanoistika           | C2 10 000m                  |
| Bronz   | Zdeněk Růžička | Sportovní gymnastika | prostná                     |
| Bronz   | Zdeněk Růžička | Sportovní gymnastika | kruhy                       |
| Bronz   | Leo Sotorník | Sportovní gymnastika | přeskok                     |